# Marlies Oester
Marlies Oester (* 22. August 1976 in Adelboden) ist eine ehemalige Schweizer Skirennfahrerin.

## Biografie
Die Stiftung Schweizer Sporthilfe zeichnete Marlies Oester als Nachwuchsathletin des Jahres 1995 aus. Beim Slalomerfolg von Sonja Nef in Sestriere im Januar 1996 belegte Marlies Oester überraschend den zweiten Rang. 1997 bestätigte sie dieses Resultat mit einem zweiten Rang in Bad Kleinkirchheim (hinter Claudia Riegler).
Im Anschluss konnte sie diese Leistungen jedoch nicht bestätigen. Vereinzelt realisierte Marlies Oester auch achtbare Ergebnisse in der Kombination und im Riesenslalom. Erst im Winter 2001/02 vermochte sie an ihre früheren Leistungen anzuknüpfen; als Karrierehöhepunkt realisierte sie am 20. Februar 2002 ihren ersten und einzigen Weltcupsieg im Slalom von Berchtesgaden, zeitgleich mit Kristina Koznick und vor Janica Kostelić. Danach gelang es während 18 Jahren und 10 Monaten in 162 Rennen keiner Schweizer Skiläuferin mehr, einen Weltcupslalom zu gewinnen, bis Michelle Gisin im Dezember 2020 beim Nachtslalom am Semmering siegreich war.
Nach dem Sieg in Berchtesgaden war sie jedoch nur noch bei den Olympischen Winterspielen 2002 in Salt Lake City und bei den Weltmeisterschaften 2003 in St. Moritz in der Kombination für zwei Überraschungen gut. Dem vierten Rang in Salt Lake City liess sie einen dritten Rang in St. Moritz folgen. Am 4. Dezember 2005 zog sie sich bei einem Sturz im Training in Loveland, Colorado, einen Innenbandriss im linken Knie zu und reiste nach Hause. Beim MRI in der Schweiz stellte sich heraus, dass sie sich auch noch das hintere Kreuzband im linken Knie gerissen hatte. Dies bedeutete ihr Karriereende.

## Erfolge

### Olympische Spiele
- Salt Lake City 2002: 4. Kombination

### Weltmeisterschaften
- Sestriere 1997: 5. Kombination
- St. Anton 2001: 14. Slalom
- St. Moritz 2003: 3. Kombination, 14. Riesenslalom, 14. Slalom
- Bormio 2005: 14. Kombination

### Weltcupwertungen
| Saison  | Gesamt | Gesamt | Abfahrt | Abfahrt | Riesenslalom | Riesenslalom | Slalom | Slalom | Kombination | Kombination |
| Saison  | Platz  | Punkte | Platz   | Punkte  | Platz        | Punkte       | Platz  | Punkte | Platz       | Punkte      |
| ------- | ------ | ------ | ------- | ------- | ------------ | ------------ | ------ | ------ | ----------- | ----------- |
| 1994/95 | 81.    | 36     | –       | –       | –            | –            | 29.    | 36     | –           | –           |
| 1995/96 | 42.    | 187    | 46.     | 3       | –            | –            | 15.    | 184    | –           | –           |
| 1996/97 | 41.    | 166    | –       | –       | 39.          | 18           | 13.    | 148    | –           | –           |
| 1997/98 | 96.    | 9      | –       | –       | –            | –            | 45.    | 9      | –           | –           |
| 1998/99 | 78.    | 32     | 43.     | 8       | –            | –            | 38.    | 24     | –           | –           |
| 1999/00 | 120.   | 6      | –       | –       | –            | –            | 50.    | 6      | –           | –           |
| 2000/01 | 79.    | 47     | –       | –       | –            | –            | 29.    | 47     | –           | –           |
| 2001/02 | 32.    | 278    | –       | –       | 45.          | 17           | 9.     | 261    | –           | –           |
| 2002/03 | 42.    | 174    | –       | –       | 37.          | 29           | 20.    | 105    | 6.          | 40          |
| 2003/04 | 44.    | 176    | –       | –       | 20.          | 87           | 26.    | 89     | –           | –           |
| 2004/05 | 59.    | 96     | –       | –       | 30.          | 57           | 34.    | 26     | 18.         | 13          |
| 2005/06 | 99.    | 15     | –       | –       | 43.          | 15           | –      | –      | –           | –           |

### Weltcupsiege
Oester errang 2 Podestplätze, davon 1 Sieg:
| Datum           | Ort           | Land        | Disziplin |
| --------------- | ------------- | ----------- | --------- |
| 20. Januar 2002 | Berchtesgaden | Deutschland | Slalom    |

### Juniorenweltmeisterschaften
- Voss 1995: 1. Slalom

### Weitere Erfolge
- 2 Schweizer Meistertitel (Slalom 2002 und 2005)
- 10 Siege in FIS-Rennen